# Jablonov
Jablonov (em húngaro: Szepesalmás; alemão: Apfelsdorf) é um município da Eslováquia, situado no distrito de Levoča, na região de Prešov. Tem 20,53 km² de área e sua população em 2018 foi estimada em 1.003 habitantes.

## Demografia
| Ano:        | 1994 | 2004    | 2014   | 2024   |
| ----------- | ---- | ------- | ------ | ------ |
| Broj ljudi: | 882  | 995     | 1004   | 982    |
| Razlika:    |      | +12,81% | +0,90% | -2,19% |

| Ano:               | 2023 | 2024   |
| ------------------ | ---- | ------ |
| Número de pessoas: | 972  | 982    |
| Diferença:         |      | +1,02% |